# Suflet (film)
Suflet (titlu original: Soul) este un  film animat de fantezie și aventură produs de Pixar Animation Studios și Walt Disney Pictures. A primit Premiul Oscar pentru cel mai bun film de animație.

## Distribuție
- Jamie Foxx - Joe Gardner
- Tina Fey - 22
- Questlove - Curly
- Phylicia Rashad - Mama lui Joe.
- Daveed Diggs - Paul

### Muzica
Pe parcursul Expoziției D23 Expo, au dezvăluit faptul că muzica, respectiv coloana sonoră a filmului va fi asigurată de Trent Reznor și Atticus Ross, în timp ce Jon Batiste se va ocupa exclusiv de scenariul filmului. 

## Lansare
Soul a fost lansat în 2021 de Walt Disney Studios Motion Pictures in Romania. Soul este lansat pe platforma Disney+ pe data de 25 Decembrie 2020, in tarile unde este disponibil platforma de streaming, in celaltalte tari unde nu este Disney+ va fi lansat in cinema.